# Japón en la Copa Mundial de Fútbol de 2014
La Selección de Japón fue una de las 32 selecciones que participó en la Copa Mundial de Fútbol de 2014, fue la segunda selección en clasificar al mundial por detrás del anfitrión Brasil. Esta será su quinta participación en mundiales y quinta consecutiva desde su primera aparición en Francia 1998. Japón quedó eliminado de la competición en su tercer juego al perder 4-1 con Colombia

## Clasificación
Japón ingresó directamente en la tercera ronda de las eliminatorias por ser una de las 4 selecciones de la AFC que participaron en el mundial Sudáfrica 2010. Enmarcado en el grupo C junto a Uzbekistán, Corea del Norte y Tayikistán terminó en segundo lugar y se clasificó para la cuarta ronda de las eliminatorias.
En esta instancia compartió el grupo B con Australia, Jordania, Omán e Irak culminando su participación en primer lugar. Previamente Japón ya había asegurado su presencia en el mundial, con un partido de antelación, al empatar uno a uno con Australia el 4 de junio de 2013.

### Tercera ronda
| Equipo          | Pts | PJ | PG | PE | PP | GF | GC | Dif |
| --------------- | --- | -- | -- | -- | -- | -- | -- | --- |
| Uzbekistán      | 16  | 6  | 5  | 1  | 0  | 8  | 1  | 7   |
| Japón           | 10  | 6  | 3  | 1  | 2  | 14 | 3  | 11  |
| Corea del Norte | 7   | 6  | 2  | 1  | 3  | 3  | 4  | -1  |
| Tayikistán      | 1   | 6  | 0  | 1  | 5  | 1  | 18 | -17 |

| Fecha                   | Lugar    |                 |                            | Resultado |                            |                 |
| ----------------------- | -------- | --------------- | -------------------------- | --------- | -------------------------- | --------------- |
| 2 de septiembre de 2011 | Saitama  | Japón           | Bandera de Japón           | 1:0 (0:0) | Bandera de Corea del Norte | Corea del Norte |
| 6 de septiembre de 2011 | Taskent  | Uzbekistán      | Bandera de Uzbekistán      | 1:1 (1:0) | Bandera de Japón           | Japón           |
| 11 de octubre de 2011   | Osaka    | Japón           | Bandera de Japón           | 8:0 (4:0) | Bandera de Tayikistán      | Tayikistán      |
| 11 de noviembre de 2011 | Dusambé  | Tayikistán      | Bandera de Tayikistán      | 0:4 (0:1) | Bandera de Japón           | Japón           |
| 15 de noviembre de 2011 | Pionyang | Corea del Norte | Bandera de Corea del Norte | 1:0 (0:0) | Bandera de Japón           | Japón           |
| 29 de febrero de 2012   | Toyota   | Japón           | Bandera de Japón           | 0:1 (0:0) | Bandera de Uzbekistán      | Uzbekistán      |

### Cuarta ronda
| Equipo    | Pts | PJ | PG | PE | PP | GF | GC | Dif |
| --------- | --- | -- | -- | -- | -- | -- | -- | --- |
| Japón     | 17  | 8  | 5  | 2  | 1  | 16 | 5  | 11  |
| Australia | 13  | 8  | 3  | 4  | 1  | 12 | 7  | 5   |
| Jordania  | 10  | 8  | 3  | 1  | 4  | 7  | 16 | -9  |
| Omán      | 9   | 8  | 2  | 3  | 3  | 7  | 10 | -3  |
| Irak      | 5   | 8  | 1  | 2  | 5  | 4  | 8  | -4  |

| Fecha                    | Lugar        |           |                      | Resultado |                      |           |
| ------------------------ | ------------ | --------- | -------------------- | --------- | -------------------- | --------- |
| 3 de junio de 2012       | Saitama      | Japón     | Bandera de Japón     | 3:0 (1:0) | Bandera de Omán      | Omán      |
| 8 de junio de 2012       | Saitama      | Japón     | Bandera de Japón     | 6:0 (4:0) | Bandera de Jordania  | Jordania  |
| 12 de junio de 2012      | Brisbane     | Australia | Bandera de Australia | 1:1 (0:0) | Bandera de Japón     | Japón     |
| 11 de septiembre de 2012 | Saitama      | Japón     | Bandera de Japón     | 1:0 (1:0) | Bandera de Irak      | Irak      |
| 14 de noviembre de 2012  | Mascate      | Omán      | Bandera de Omán      | 1:2 (0:1) | Bandera de Japón     | Japón     |
| 26 de marzo de 2013      | Amán         | Jordania  | Bandera de Jordania  | 2:1 (1:0) | Bandera de Japón     | Japón     |
| 4 de junio de 2013       | Saitama      | Japón     | Bandera de Japón     | 1:1 (0:0) | Bandera de Australia | Australia |
| 11 de junio de 2013      | Doha (Catar) | Irak      | Bandera de Irak      | 0:1 (0:0) | Bandera de Japón     | Japón     |

### Goleadores
| Jugador          | Goles | PJ |
| ---------------- | ----- | -- |
| Shinji Okazaki   | 8     | 14 |
| Keisuke Honda    | 5     | 6  |
| Ryoichi Maeda    | 4     | 10 |
| Shinji Kagawa    | 4     | 11 |
| Yuzo Kurihara    | 2     | 4  |
| Mike Havenaar    | 2     | 10 |
| Kengo Nakamura   | 1     | 5  |
| Yuichi Komano    | 1     | 8  |
| Hiroshi Kiyotake | 1     | 11 |
| Maya Yoshida     | 1     | 11 |
| Yasuyuki Konno   | 1     | 13 |

## Preparación

### Campamento base
El 20 de diciembre de 2013 la Asociación Japonesa de Fútbol anunció que la selección japonesa eligió a la ciudad de Itu como sede de su campamento base durante su participación en la copa mundial. Japón compartirá la sede del municipio de Itu, ubicada a unos 100 kilómetros al noroeste de São Paulo, con la selección de Rusia que había elegido la ciudad con anterioridad.
El Sport Spa Resort servirá tanto para el alojamiento como para los entrenamientos ya que el hotel cuenta con campos de entrenamiento y una piscina dentro de sus instalaciones, además se encuentra ubicado a las afueras de la ciudad, estos factores resultaron decisivos a la hora de elegir el recinto según expresó el director técnico Alberto Zaccheroni.

### Amistosos previos
| 14 de agosto de 2013 | Japón                  | 2:4 (0:2) | Uruguay                                    | Estadio de Miyagi, Miyagi, Japón                             |                                                              |
|                      | Kagawa 54' · Honda 71' | Reporte   | Forlán 26' 28' · Suárez 52' · González 75' | Asistencia: 46,244 espectadores Árbitro(s): Szymon Marciniak | Asistencia: 46,244 espectadores Árbitro(s): Szymon Marciniak |

| 6 de septiembre de 2013 | Japón                             | 3:0 (0:0) | Guatemala | Estadio Nagai, Osaka, Japón                                |                                                            |
|                         | Honda 49' · Masato 68' · Endo 75' | Reporte   |           | Asistencia: 46,244 espectadores Árbitro(s): Jarred Gillett | Asistencia: 46,244 espectadores Árbitro(s): Jarred Gillett |

| 10 de septiembre de 2013 | Japón                             | 3:1 (0:1) | Ghana          | Estadio de Saitama, Saitama, Japón                            |                                                               |
|                          | Kagawa 49' · Endo 63' · Honda 71' | Reporte   | Acheampong 23' | Asistencia: 64,525 espectadores Árbitro(s): Christopher Beath | Asistencia: 64,525 espectadores Árbitro(s): Christopher Beath |

| 11 de octubre de 2013                                                 | Serbia                | 2:0 (0:0) | Japón | Estadio Karađorđe, Novi Sad, Serbia                      |                                                          |
|                                                                       | Tadić 58' · Jojić 90' | Reporte   |       | Asistencia: 7,500 espectadores Árbitro(s): Firat Aydinus | Asistencia: 7,500 espectadores Árbitro(s): Firat Aydinus |
| Partido que marcó el retiro internacional del serbio Dejan Stanković. |                       |           |       |                                                          |                                                          |

| 15 de octubre de 2013 | Bielorrusia | 1:0 (1:0) | Japón | Estadio Tarpeda, Zhodzina, Bielorrusia                    |                                                           |
|                       | Tigorev 43' | Reporte   |       | Asistencia: 3,250 espectadores Árbitro(s): Sergejus Slyva | Asistencia: 3,250 espectadores Árbitro(s): Sergejus Slyva |

| 16 de noviembre de 2013 | Países Bajos                   | 2:2 (2:1) | Japón                 | Cristal Arena, Genk, Bélgica                              |                                                           |
|                         | Van der Vaart 12' · Robben 38' | Reporte   | Osako 43' · Honda 59' | Asistencia: 13,616 espectadores Árbitro(s): Serge Gumieny | Asistencia: 13,616 espectadores Árbitro(s): Serge Gumieny |

| 19 de noviembre de 2013 | Bélgica                         | 2:3 (1:1) | Japón                                  | Estadio Rey Balduino, Bruselas, Bélgica                   |                                                           |
|                         | Mirallas 14' · Alderweireld 78' | Reporte   | Kakitani 36' · Honda 52' · Okazaki 62' | Asistencia: 43,000 espectadores Árbitro(s): Firat Aydinus | Asistencia: 43,000 espectadores Árbitro(s): Firat Aydinus |

| 5 de marzo de 2014 | Japón                                             | 4:2 (4:1) | Nueva Zelanda | Estadio Olímpico de Tokio, Tokio, Japón                   |                                                           |
|                    | Okazaki 4' 17' · Kagawa 7' (pen.) · Morishige 11' | Reporte   | Wood 39' 80'  | Asistencia: 47,670 espectadores Árbitro(s): Alan Milliner | Asistencia: 47,670 espectadores Árbitro(s): Alan Milliner |

| 27 de mayo de 2014 | Japón      | 1:0 (1:0) | Chipre | Estadio de Saitama, Saitama, Japón                           |                                                              |
|                    | Uchida 43' | Reporte   |        | Asistencia: 58,564 espectadores Árbitro(s): Pavel Raczkowski | Asistencia: 58,564 espectadores Árbitro(s): Pavel Raczkowski |

| 2 de junio de 2014 | Costa Rica | 1:3 (1:0) | Japón                                   | Raymond James Stadium, Tampa, Estados Unidos |                         |
|                    | Ruiz 31'   | Reporte   | Endo 60' · Kagawa 80' · Kakitani 90'+2' | Árbitro(s): Chris Penso                      | Árbitro(s): Chris Penso |

| 6 de junio de 2014 | Japón                                            | 4:3 (1:2) | Zambia                                 | Raymond James Stadium, Tampa, Estados Unidos |                             |
|                    | Honda 40' (pen.) 75' · Kagawa 73' · Okubo 90'+1' | Reporte   | Katongo 9' · Sinkala 28' · Musonda 89' | Árbitro(s): Edvin Jurisevic                  | Árbitro(s): Edvin Jurisevic |

## Lista de jugadores
El 12 de mayo de 2014 el técnico de la selección de Japón, Alberto Zaccheroni, anunció la lista final de 23 jugadores convocados para asistir al mundial. La numeración de las camisetas que usarán los jugadores fue revelada el 25 de mayo por la JFA.
| #     | Nombre             | Posición           | Edad               | PJ Sel             | G                  | Club                |
| ----- | ------------------ | ------------------ | ------------------ | ------------------ | ------------------ | ------------------- |
| 1     | Eiji Kawashima     | Portero            | 31                 | 56                 | 0                  | Standard de Lieja   |
| 2     | Atsuto Uchida      | Defensa            | 26                 | 68                 | 2                  | Schalke 04          |
| 3     | Gotoku Sakai       | Defensa            | 23                 | 12                 | 0                  | Stuttgart           |
| 4     | Keisuke Honda      | Delantero          | 27                 | 56                 | 22                 | Milan               |
| 5     | Yuto Nagatomo      | Defensa            | 27                 | 70                 | 3                  | Internazionale      |
| 6     | Masato Morishige   | Defensa            | 27                 | 10                 | 1                  | Tokyo               |
| 7     | Yasuhito Endo      | Centrocampista     | 34                 | 144                | 13                 | Gamba Osaka         |
| 8     | Hiroshi Kiyotake   | Delantero          | 24                 | 25                 | 1                  | Núremberg           |
| 9     | Shinji Okazaki     | Delantero          | 28                 | 76                 | 38                 | Maguncia 05         |
| 10    | Shinji Kagawa      | Delantero          | 25                 | 57                 | 19                 | Manchester United   |
| 11    | Yoichiro Kakitani  | Delantero          | 24                 | 12                 | 5                  | Cerezo Osaka        |
| 12    | Shusaku Nishikawa  | Portero            | 27                 | 13                 | 0                  | Urawa Reds          |
| 13    | Yoshito Okubo      | Delantero          | 32                 | 57                 | 6                  | Kawasaki Frontale   |
| 14    | Toshihiro Aoyama   | Centrocampista     | 28                 | 6                  | 0                  | Sanfrecce Hiroshima |
| 15    | Yasuyuki Konno     | Defensa            | 31                 | 81                 | 1                  | Gamba Osaka         |
| 16    | Hotaru Yamaguchi   | Centrocampista     | 23                 | 12                 | 0                  | Cerezo Osaka        |
| 17    | Makoto Hasebe      | Centrocampista     | 30                 | 78                 | 2                  | Núremberg           |
| 18    | Yuya Osako         | Delantero          | 24                 | 9                  | 3                  | 1860 Múnich         |
| 19    | Masahiko Inoha     | Defensa            | 28                 | 21                 | 1                  | Jubilo Iwata        |
| 20    | Manabu Saito       | Delantero          | 24                 | 5                  | 1                  | Yokohama F. Marinos |
| 21    | Hiroki Sakai       | Defensa            | 24                 | 18                 | 0                  | Hannover 96         |
| 22    | Maya Yoshida       | Defensa            | 25                 | 41                 | 2                  | Southampton         |
| 23    | Shuichi Gonda      | Portero            | 25                 | 2                  | 0                  | Tokyo               |
| D. T. | Alberto Zaccheroni | Alberto Zaccheroni | Alberto Zaccheroni | Alberto Zaccheroni | Alberto Zaccheroni | Alberto Zaccheroni  |

Los siguientes jugadores no formaron parte de la nómina definitiva de 23 jugadores que asistieron al mundial, pero fueron incluidos en la lista preliminar de 30 jugadores que la Federación Japonesa de Fútbol (JFA) envió a la FIFA.
| Nombre          | Posición       | Edad | PJ Sel | G | Club                |
| --------------- | -------------- | ---- | ------ | - | ------------------- |
| Takuto Hayashi  | Portero        | 31   | 0      | 0 | Sanfrecce Hiroshima |
| Yuichi Komano   | Defensa        | 32   | 78     | 1 | Júbilo Iwata        |
| Hiroki Mizumoto | Defensa        | 29   | 5      | 0 | Sanfrecce Hiroshima |
| Kengo Nakamura  | Centrocampista | 33   | 68     | 6 | Kawasaki Frontale   |
| Hajime Hosogai  | Centrocampista | 28   | 26     | 1 | Hertha de Berlín    |
| Yohei Toyoda    | Delantero      | 29   | 4      | 0 | Sagan Tosu          |
| Takumi Minamino | Delantero      | 19   | 0      | 0 | Cerezo Osaka        |

## Participación

### Grupo C
| Equipo          | Pts | PJ | PG | PE | PP | GF | GC | Dif |
| --------------- | --- | -- | -- | -- | -- | -- | -- | --- |
| Colombia        | 9   | 3  | 3  | 0  | 0  | 9  | 2  | 7   |
| Grecia          | 4   | 3  | 1  | 1  | 1  | 2  | 4  | -2  |
| Costa de Marfil | 3   | 3  | 1  | 0  | 2  | 4  | 5  | -1  |
| Japón           | 1   | 3  | 0  | 1  | 2  | 2  | 6  | -4  |

| 14 de junio de 2014, 19:00 | Costa de Marfil         | 2:1 (0:1) | Japón     | Estadio Itaipava Arena Pernambuco, Recife                 |                                                           |
|                            | Bony 63' · Gervinho 65' | Reporte   | Honda 15' | Asistencia: 40 267 espectadores Árbitro(s): Enrique Osses | Asistencia: 40 267 espectadores Árbitro(s): Enrique Osses |

| 19 de junio de 2014, 19:00 | Japón | 0:0     | Grecia | Estadio Arena das Dunas, Natal                           |                                                          |
|                            |       | Reporte |        | Asistencia: 39 485 espectadores Árbitro(s): Joel Aguilar | Asistencia: 39 485 espectadores Árbitro(s): Joel Aguilar |

| 24 de junio de 2014, 16:00 | Japón       | 1:4 (1:1) | Colombia                                                | Estadio Arena Pantanal, Cuiabá |                           |
|                            | Okazaki 45' | Reporte   | Cuadrado 16' (pen.) · Martínez 54', 81' · Rodríguez 89' | Árbitro(s): Pedro Proença      | Árbitro(s): Pedro Proença |

## Estadísticas

### Participación de jugadores
| #  | Pos        | Jugador           | PJ (T/S) | Minutos Jugados | Goles recibidos | Atajos | Tarjetas Amarillas | Doble Tarjeta Amarilla y Roja | Tarjetas Rojas |
| -- | ---------- | ----------------- | -------- | --------------- | --------------- | ------ | ------------------ | ----------------------------- | -------------- |
| 1  | Guardameta | Eiji Kawashima    | -        | -               | -               | -      | -                  | -                             | -              |
| 12 | Guardameta | Shusaku Nishikawa | -        | -               | -               | -      | -                  | -                             | -              |
| 23 | Guardameta | Shuichi Gonda     | -        | -               | -               | -      | -                  | -                             | -              |

| #  | Pos            | Jugador           | PJ (T/S) | Minutos Jugados | (P) | Asistencias | Tarjetas Amarillas | Doble Tarjeta Amarilla y Roja | Tarjetas Rojas |
| -- | -------------- | ----------------- | -------- | --------------- | --- | ----------- | ------------------ | ----------------------------- | -------------- |
| 2  | Defensa        | Atsuto Uchida     | -        | -               | -   | -           | -                  | -                             | -              |
| 3  | Defensa        | Gotoku Sakai      | -        | -               | -   | -           | -                  | -                             | -              |
| 4  | Delantero      | Keisuke Honda     | -        | -               | -   | -           | -                  | -                             | -              |
| 5  | Defensa        | Yuto Nagatomo     | -        | -               | -   | -           | -                  | -                             | -              |
| 6  | Defensa        | Masato Morishige  | -        | -               | -   | -           | -                  | -                             | -              |
| 7  | Centrocampista | Yasuhito Endo     | -        | -               | -   | -           | -                  | -                             | -              |
| 8  | Delantero      | Hiroshi Kiyotake  | -        | -               | -   | -           | -                  | -                             | -              |
| 9  | Delantero      | Shinji Okazaki    | -        | -               | -   | -           | -                  | -                             | -              |
| 10 | Delantero      | Shinji Kagawa     | -        | -               | -   | -           | -                  | -                             | -              |
| 11 | Delantero      | Yoichiro Kakitani | -        | -               | -   | -           | -                  | -                             | -              |
| 13 | Delantero      | Yoshito Okubo     | -        | -               | -   | -           | -                  | -                             | -              |
| 14 | Centrocampista | Toshihiro Aoyama  | -        | -               | -   | -           | -                  | -                             | -              |
| 15 | Defensa        | Yasuyuki Konno    | -        | -               | -   | -           | -                  | -                             | -              |
| 16 | Centrocampista | Hotaru Yamaguchi  | -        | -               | -   | -           | -                  | -                             | -              |
| 17 | Centrocampista | Makoto Hasebe 2°  | -        | -               | -   | -           | -                  | -                             | -              |
| 18 | Delantero      | Yūya Ōsako        | -        | -               | -   | -           | -                  | -                             | -              |
| 19 | Defensa        | Masahiko Inoha    | -        | -               | -   | -           | -                  | -                             | -              |
| 20 | Delantero      | Manabu Saito      | -        | -               | -   | -           | -                  | -                             | -              |
| 21 | Defensa        | Hiroki Sakai      | -        | -               | -   | -           | -                  | -                             | -              |
| 22 | Defensa        | Maya Yoshida      | -        | -               | -   | -           | -                  | -                             | -              |